# David Doig
David Doig (1939. június 15. – 2015. május 26.) kenyai rali-navigátor.

## Pályafutása
1973 és 1981 között összesen nyolc világbajnoki versenyen navigált.
A világbajnokságon kivétel nélkül csak hazája versenyén állt rajthoz. Joginder Singh társaként két győzelmet szerzett ezalatt; 1974-ben, valamint 1976-ban lettek elsők a szafari ralin. 1974-es sikerük a Mitsubishi autógyár első világbajnoki futamgyőzeme is volt egyben.

### Rali-világbajnoki győzelmei
| #  | Dátum               | Rali         | Versenyző      | Autó                   | Összefoglaló |
| -- | ------------------- | ------------ | -------------- | ---------------------- | ------------ |
| 1. | 1974. április 11-15 | Szafari rali | Joginder Singh | Mitsubishi Colt Lancer | Összefoglaló |
| 2. | 1976. április 15-19 | Szafari rali | Joginder Singh | Mitsubishi Lancer      | Összefoglaló |